# El color del pecado
El color del pecado (Título original: Da Cor do Pecado) es una telenovela brasileña, producida y emitida por TV Globo en 2004, a las 19:00 horas.
Escrita por João Emanuel Carneiro, con la colaboración de Ângela Carneiro, Vincent Villari y Vinícius Vianna. Supervisado por Silvio de Abreu, dirigida por Paulo Silvestrini y María de Médicis, con la dirección general de Denise Saraceni y Luiz Henrique Ríos sobre núcleo de Denise Saraceni.
Protagonizada por Taís Araújo y Reynaldo Gianecchini, con las participaciones antagónicas de Giovanna Antonelli y Guilherme Weber. Cuenta con las actuaciones estelares de los primeros actores Lima Duarte, Aracy Balabanian, Maitê Proença, Ney Latorraca y Rosi Campos.

## Trama
Esta novela cuenta el distinto camino de Paco y Apolo (Reynaldo Gianecchini), gemelos que desconocen de su existencia el uno del otro. De un lado esta el primero, que es un botánico dedicado a su profesión, que lleva, por opción, una vida de clase media en Río de Janeiro. Él es el único heredero de una gran fortuna, pero no está de acuerdo de la forma que su padre, Alfonso Lambertini (Lima Duarte), construyó su imperio. Por eso, no acepta nada de él, ni su cariño. En un viaje a Maranhão, Paco conoce y se enamora de Preta (Tais Araújo), una joven que nunca conoció a su padre, pero fue criada por su madre, Doña Lita (Solange Couto), en São Luis. Para sobrevivir, ella y su madre trabajan vendiendo hierbas en el centro histórico de la ciudad. A su regreso, el intenta terminar su relación con Bárbara (Giovanna Antonelli), pero ella hará todo lo posible para no perderlo. A final de cuentas, su romance es la única forma de salvarla de la decadencia. Apolo vive con su madre, Edilásia Sardinha (Rosi Campos), y sus cuatro hermanos, Ullisses (Leonardo Brício), Thor (Cauã Reymond), Dionísio (Pedro Neschling) e Abelardo (Caio Blat), en un suburbio de Río.

## Historia
Paco es un botánico dedicado a su profesión, es el único heredero de una gran fortuna, pero no está de acuerdo de la forma que su padre, Alfonso Lambertini, construyó su imperio. Por eso, no acepta nada de él, ni su cariño. Alfonso siempre puso su ambición al frente de todo, fue responsable de la destrucción de buena parte del bosque del sudeste brasileiro para construir sus emprendimientos y pasó por encima de mucha gente que llegó a la bancarrota para apoderarse de sus empresas. Como Paco vive en conflicto con su padre, el único medio del empresario para monitorear a su hijo es Bárbara, novia ambiciosa de su hijo Paco, y funcionaria de sus organizaciones.
Los destinos de Paco y Preta se cruzan en Maranhão cuando viaja Paco a San Luis para hacer un estudio sobre hierbas medicinales. Al llegar a la ciudad, Paco, quien va a una feria en el centro histórico de la ciudad, ve una linda mujer que llama su atención. Cuando llega a un puesto en donde venden hierbas, Paco descubre que la dueña de ese puesto es Preta. Encantado con la sabiduría de la joven sobre las hierbas, Paco le pide que le enseñe más sobre ellas. Preta desconfía de su interés, pero se rinde al percibir que las intenciones de Paco son serias. A partir de este primer encuentro, Paco y Preta se conocen mejor, y se juran amor eterno. Enamorado de Preta, Paco regresa a Río de Janeiro dispuesto a acabar su relación con Bárbara e iniciar una nueva vida al lado de su verdadero amor en Maranhão.
Bárbara es una joven ambiciosa, que sólo tiene un objetivo en la vida: ser rica. Desde su adolescencia, cuando comenzó a enamorar a Paco, planeaba casarse con un millonario para compartir su fortuna. Pero la ambiciosa ama a otro hombre, Kaíke (Tuca Andrada), un fotógrafo con el que mantiene una relación. Paco decidió terminar todo con Bárbara, ella le revela que está embarazada, siendo el hijo de Kaíke. Al no saber que hacer Paco inventa que tiene que regresar a Maranhão para terminar su trabajo.
Sorprendida con el regreso de su novio a Maranhão, Bárbara investiga y descubre el romance que tuvo con Preta. Previendo que su plan puede fracasar, la villana pide ayuda a su amante para separar a la pareja. Aparece de sorpresa en la casa de Lita, revelando a Preta que Paco es su novio y que la dejó sola con un hijo.
Aparte, existe un ser de nombre Apolo quien representa una inexplicable semejanza física pero tremenda diferencia de personalidad con Paco. Paco es introvertido y lleno de problemas mientras que Apolo es fresco y desinhibido. Paco creció solo en una mansión lujosa, Apolo tiene cuatro hermanos con los cuales aprendió a compartir lo poco que la familia tenía. Pero el destino de los dos los cruzará en medio de dos tragedias.

## Elenco
| Actor                | Personaje                                |
| -------------------- | ---------------------------------------- |
| Taís Araújo          | Preta de Souza                           |
| Reynaldo Gianecchini | Paco Lambertini Sardinha/ Apolo Sardinha |
| Giovanna Antonelli   | Bárbara Campos Sodré (Villana principal) |
| Lima Duarte          | Afonso Lambertini                        |
| Rosi Campos          | Edilásia Sardinha (Mamuska)              |
| Sérgio Malheiros     | Raí de Souza Lambertini                  |
| Guilherme Weber      | Tony Peixoto de Almeida (Villano)        |
| Aracy Balabanian     | Germana Cordiolli Lambertini             |
| Alinne Moraes        | Moa Nascimento Mattar                    |
| Leonardo Brício      | Ulisses Sardinha                         |
| Felipe Latgé         | Otávio Lambertini                        |
| Tuca Andrada         | Kaíke Oliveira                           |
| Thiago Martins       | Sal                                      |
| Caio Blat            | Abelardo Sardinha                        |
| Matheus Nachtergaele | Pai Helinho                              |
| Maitê Proença        | Vera Campos Sodré (Verinha)              |
| Ney Latorraca        | Eduardo Campos Sodré (Edu)               |
| Graziela Moretto     | Beki                                     |
| Jonathan Haagensen   | Dodô                                     |
| Giordanna Forte      | Kika                                     |
| Karina Bacchi        | Ernestina Sardinha (Tina)                |
| Pedro Neschling      | Dionísio Sardinha                        |
| Cauã Reymond         | Thor Sardinha                            |
| Samara Felippo       | Greta Bazaróv                            |
| Fernanda Paes Leme   | Nieta Bazarov                            |
| Tarciana Saad        | Natasha Bazarov                          |
| Sidney Magal         | Comandante Frazão                        |
| Vanessa Gerbelli     | Tancinha / Zuleide                       |
| Cláudia Ohana        | Zuleide                                  |
| Arlindo Lopes        | Cezinha                                  |
| Francisco Cuoco      | Pai Gaudêncio                            |
| Liliana Castro       | Olívia García                            |
| Carolina Dieckmann   | Júlia Miranda                            |
| Solange Couto        | Lita Nazaré de Souza                     |
| Rocco Pitanga        | Felipe García Freitas                    |
| Jorge Coutinho       | Ítalo Freitas                            |
| María Rosa           | Laura García Freitas                     |
| Marilu Bueno         | Stela Soares Dutra                       |
| Mônica Torres        | Nívea Nogueira do Amaral                 |
| Sokram Sommar        | Nico                                     |
| Víctor Perales       | Brad                                     |
| Ivone Hoffmann       | Mariana                                  |

## Banda sonora

### Da Cor do Pecado Vol. 1
1. Vou Deixar - Skank (tema de Ulisses)
2. Jura Secreta - Zélia Duncan (tema de Preta y Paco)
3. Samba Do Approach - Zeca Baleiro E Zeca Pagodinho (Tema de Verinha y Eduardo)
4. É Você - Tribalistas (Tema de Moa)
5. Pras bandas de lá - Mystical Roots
6. Você me vira a cabeça (Me tira do sério) - Alcíone (tema de Felipe)
7. Palavras Ao Vento - Cássia Eller (tema de Preta)
8. Temporal - Pitty (tema de Kika)
9. Dezembros - Fagner (tema de Paco)
10. Marcia Rodinha - Ramatis (tema de Tina)
11. Atordoado - Cpm22 (tema de Sal)
12. Maior que o verão - Adelmo Casé (tema de Verinha y Ulisses)
13. Tem quem queira - Antônio Vieira (tema de Pai Helinho)
14. Da Cor Do Pecado - Luciana Mello (tema de abertura)
15. Só você - Fábio Almeida
16. Da Cor Do Reggae - Alpha Beat

### Da Cor do Pecado Vol. 2Internacional
1. When I See You - Macy Gray (tema de Preta)
2. Times Like These - Jack Johnson (tema de Paco y Preta)
3. Don't Leave Home - Dido (tema de Sal y Kika)
4. I Believe In A Thing Called Love - The Darkness (tema de Abelardo)
5. Época - Gotan Project (tema de Bárbara y tony)
6. Crash Push - Robi Draco Rosa (tema de Felipe)
7. What A Difference A Day Made - Jamie Cullum (tema de Germana y Alfonso)
8. Super Duper Love - Joss Stone (tema de Tina)
9. Françafrique - Tiken Jah Fakoly (tema de Raí)
10. Crazy Little Thing Called Love - Michael Bublé (tema de Edilásia y Frazão)
11. Unbelievable - Stereo Bros (tema de Thor y Dionísio)
12. Désert D'amour - De Phazz (tema de Verinha, Eduardo y Beki)
13. Try - Nelly Furtado (tema de Moa)
14. The Last Goodbye - Lara Fabián
15. Paradise Island - Ibiza

## Música Incluida
- Todavía - Alexandre Pires